# Sami Al Lenqawi
Sami Al Lenqawi (Kuwait, 1 de junio de 1972-30 de noviembre de 1997) fue un futbolista de Kuwait que jugaba en la posición de defensa.

## Carrera

### Club
Jugó toda su carrera con el Al-Arabi Kuwait de 1987 a 1997, equipo con el que fue campeón nacional en cuatro ocasiones y ganó siete copas nacionales.

### Selección nacional
Jugó para Kuwait en cinco ocasiones de 1992 a 1996, participó en los Juegos Olímpicos de Barcelona 1992 y en la Copa Asiática 1996.

## Logros
- Liga Premier de Kuwait (4): 1987–88, 1988–89, 1992–93, 1996–97
- Copa del Emir de Kuwait (2): 1991–92, 1995–96
- Copa de la Corona de Kuwait (2): 1995–96, 1996–97
- Kuwait Joint League (1): 1988-89
- Copa Federación de Kuwait (2): 1995–96, 1996–97